# ヴァッレ・カステッラーナ
ヴァッレ・カステッラーナ（イタリア語: Valle Castellana）は、イタリア共和国アブルッツォ州テーラモ県にある、人口約1,000人の基礎自治体（コムーネ）。

## 地理

### 位置・広がり

#### 隣接コムーネ
隣接するコムーネは以下の通り。括弧内のRIはリエーティ県（ラツィオ州）、APはアスコリ・ピチェーノ県（マルケ州）所属を示す。
- アックーモリ (RI)
- アックアサンタ・テルメ (AP)
- アマトリーチェ (RI)
- アルクアータ・デル・トロント (AP)
- アスコリ・ピチェーノ (AP)
- カンプリ
- チヴィテッラ・デル・トロント
- ロッカ・サンタ・マリーア
- トッリチェッラ・シクーラ

## 行政

### 分離集落
ヴァッレ・カステッラーナには、以下の分離集落（フラツィオーネ）がある。
- Basto, Casanova, Ceraso, Cerquito, Cerro, Cesano, Colle, Collegrato, Coronelle, Corvino, Fischioli, Fornisco, Laturo, Leofara, Macchia da Borea, Macchia da Sole, Mattere, Morrice, Olmeto, Pascellata, Piano Maggiore, Pietralta, Prevenisco, Rio di Lame, San Giacomo, Santa Rufina, Santo Stefano, San Vito, Settecerri, Stivigliano, Valle Fara, Vallenquina, Valle Pezzata, Valloni, Valzo, Vignatico, Villa Franca